# Epski film
| Portal:Film | Portal Film |

Epski filmovi stil su filmskog stvaralaštva velikih razmjera, opsežnog opsega i spektakla. Upotreba izraza mijenjala se tijekom vremena, ponekad označavajući filmski žanr, a ponekad jednostavno sinonim za velikobudžetno filmsko stvaralaštvo. Poput epova u klasičnom književnom smislu, često je usredotočen na herojski lik. Ambiciozna priroda epa pomaže ga izdvojiti od ostalih vrsta filma kao što su period ili pustolovni film.
Epski povijesni filmovi obično bi imali povijesni ili mitski događaj i dodali bi ekstravagantnu scenografiju i raskošne kostime, popraćene opsežnom glazbenom notom s ansamblom glumaca, što bi ih svrstalo u najskuplje filmove za produkciju. Najčešći subjekti epskih filmova su kraljevske osobe i važne ličnosti iz različitih razdoblja svjetske povijesti.

## Karakteristike
Pojam "ep" izvorno je proizašao iz poetskog žanra koji je primjer djela poput Epa o Gilgamešu i djela Trojanskog ratnog ciklusa. U klasičnoj literaturi epovi se smatraju djelima usmjerenima na djela ili putovanja heroja o kojima ovisi sudbina mnogih ljudi. Slično tome, filmovi opisani kao "epski" obično poprimaju povijesni karakter ili mitsku herojsku figuru. Uobičajeni predmeti epova su kraljevstva, gladijatori, veliki vojskovođe ili vodeće ličnosti iz različitih razdoblja svjetske povijesti. Međutim, postoje neki filmovi koji su opisani kao "epski" gotovo isključivo na temelju svog ogromnog opsega i opsežne panorame njihovih postavki poput Kako je pobijeđen Zapad ili Istočno od raja koji nemaju tipičnu tvar klasične epike, ali su režiran u epskom stilu.
Kada se zbog sadržaja opisuje kao "epski", epski film često se smješta u vrijeme rata ili druge društvene krize, dok obično pokriva duži vremenski raspon, ponekad tijekom cijelih generacija koje dolaze i prolaze, u smislu oba prikazana događaja i vrijeme prikazivanja filma. Takvi filmovi obično imaju povijesno okruženje, iako su postavke spekulativne fantastike (tj. fantazije ili znanstvene fantastike) postale uobičajene posljednjih desetljeća. Obično se smatra da središnji sukob filma ima dalekosežne učinke, često mijenjajući tijek povijesti. Postupak glavnih likova često je presudan za rješavanje društvenog sukoba.
U svojoj klasifikaciji filmova po žanrovima, Američki Filmski Institut ograničava žanr na povijesne filmove poput Ben-Hura. Međutim, filmski znanstvenici poput Constantinea Santasa spremni su proširiti oznaku na znanstveno-fantastične filmove poput 2001: Odiseje u svemiru i Zvjezdanih Ratova. Lynn Ramey sugerira da je "zasigurno jedan od najtežih filmskih žanrova za definiranje onaj" epskog "filma, koji obuhvaća primjere kao što su Ben-Hur, Zameo ih vjetar... i od nedavno, 300 i filmovi Zvjezdanih Ratova... ništa od toga ne dolazi iz književnih epova samih po sebi, a malo ih je što ih međusobno povezuje. Među onima koji zagovaraju filmske žanrovske studije, epski je jedan od najpreziranijih i ignoriranih žanrova. Konačno, iako American Movie Channel formalno definira epske filmove kao povijesne filmove, oni ipak navode da se epski film može kombinirati sa žanrom znanstvene fantastike i kao primjer navode Zvjezdane Ratove.
Stilski gledano, filmovi klasificirani kao epski obično koriste spektakularne postavke i posebno dizajnirane kostime, često popraćene sjajnom glazbenom notom i ansamblom glumačkih zvijezda. Epovi su obično među najskupljim filmovima za produkciju. Često masovno koriste snimanje na licu mjesta, autentične kostime i akcijske scene. Biografski filmovi mogu biti manje raskošne inačice ovog žanra.
Mnogi pisci mogu svaki film koji je "dug" (preko dva sata) nazvati epom, čineći definiciju epom predmetom spora i postavljati pitanje je li uopće "žanr". Kako je rekao Roger Ebert, u svom članku "Veliki Filmovi" o Lawrenceu od Arabije:
Riječ "epski" posljednjih je godina postala sinonim za "veliki proračun B-filma". "Ono što shvaćate gledajući" "Lawrence of Arabia" "jest da je riječ" epski " 'ne odnosi se na trošak ili razrađenu proizvodnju, već na veličinu ideja i vizije. Werner Herzog Aguirre, gnjev Božji nije koštao toliko kao ugostiteljstvo u Pearl Harboru, ali to je epika a Pearl Harbor nije.
Komični film Monty Python i Sveti gral imao je šaljivi slogan "Čini Ben-Hura sličnim epu".

## Vanjske poveznice

### Sestrinski projekti
|  | Zajednički poslužitelj ima još gradiva o temi epski filmovi |

### Mrežna mjesta
- Svijet filma – Hrvoje Milaković: Najbolji epski filmovi (2018.)
- LZMK / Hrvatska enciklopedija: film